# Lục quân Hoàng gia Oman
Lục quân Hoàng gia Oman là thành phần lục quân của Lực lượng Vũ trang Quốc vương Ô-man. Được thành lập vào năm 1907 với tên gọi Quân Đội Quảng Trường. Nó có sức mạnh hiện tại là 125.000 nhân sự.